# تکباره (کمیک)

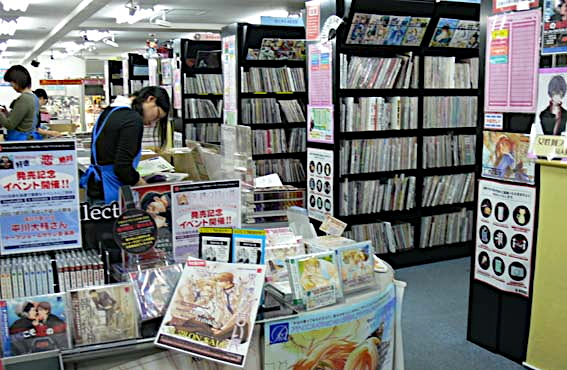
تکباره (کمیک)

در صنعت نشر کتاب‌های مصور، تکباره یک کتاب مصور است که به صورت یک موضوع مستقل، با یک داستان مستقل منتشر می‌شود، و نه به عنوان بخشی از یک مجموعه یا نیمچه سریال درحال پیشرفت. در صنعت تلویزیون، تکباره بعضی اوقات به عنوان قسمت آزمایشی برای علاقه‌مندی به یک مجموعه جدید عمل می‌کند.

## ژاپن
در صنعت مانگای ژاپن، مفهوم تکباره با اصطلاح yomikiri (読み切り) بیان می‌شود، که بیانگر آن است که این کمیک به‌طور کامل و بدون هیچ ادامه‌ای ارائه می‌شود. مانگای تکباره اغلب برای مسابقات نوشته می‌شود و بعداً به یک مجموعه مانگای تمام عیار تبدیل می‌شود (دقیقاً مانند قسمت آزمایشی). بسیاری از مجموعه‌های معروف مانگا به صورت داستان‌های تکباره آغاز شدند، از جمله گوی اژدها، مشت ستاره قطبی، ناروتو، بلیچ، وان پیس، برزرک، کینی‌کومن و دفتر مرگ و سایر موارد. برخی از نویسندگان برجسته مانگا، مانند آکیرا توریاما و رومیکو تاکاهاشی، علاوه بر کارهای سریال‌سازی شده، روی داستان‌های تکبارهٔ زیادی کار کرده‌اند. راه افتخار مانگا یک مسابقه سالانه برای مانگای تکباره با زبان اصلی انگلیسی بود که بسیاری از آن‌ها به مجموعه‌های کامل مانگا تبدیل شده‌اند.

## ایالات متحده
در ایالات متحده، با وجود عدم ادامه انتشار، معمولاً تکباره‌ها با علامت «۱#» نشان داده می‌شوند، و بعضاً زیرنویس «ویژه» می‌شوند. در مواردی، یک شخصیت یا مفهوم در یک مجموعه از تکباره ظاهر خواهد شد، در مواردی که موضوع از نظر مالی آنقدر سودآور نباشد که بتواند یک سریال در حال انجام یا سریال محدود شود، اما هنوز هم سریال‌های به اندازه کافی محبوب به‌صورت منظم منتشر می‌شود، اغلب سالانه یا سه‌ماهه. نمونه متداولی از مجموعه‌های تکباره می‌تواند انتشارات مارول کامیکس، فرانکلین ریچاردز: پسر یک نابغه باشد. این نوع تکباره را نباید با یک کتاب طنز سالانه اشتباه گرفت، که به‌طور معمول یک نشریه همراه با یک مجموعه در حال انجام است.

## کشورهای دیگر
این اصطلاح نیز در صنعت طنز فرانسوی-بلژیکی وام گرفته شده‌است، و اساساً همان معنی دارد، اگرچه در آن‌جا، بیشتر به آلبوم‌ها اشاره دارد.